# موسویه (قائنات)
موسویه روستایی در بخش سده شهرستان قائنات استان خراسان جنوبی ایران است.فاصله با بیرجند ۵۸ کیلومتر و با قاین ۸۵ کیلومتر است ،روستای موسویه با وصل شدن کامل با روستای چاهک و یکی شدن جمعیت این دو روستا باهم ۲۹۰۰ نفر در ۹۰۰خانوار است ،و بر پایه سرشماری عمومی نفوس و مسکن در سال ۱۳۹۵ جمعیت موسویه به تنهایی ۱۴۴۸ نفر (در ۴۴۸ خانوار) است،
شغل اصلی مردم موسویه کشاورزی است و ۹۰درصد محصول آنها پسته است 
```
،
[
۱
]
```